# Encinas de Arriba
Encinas de Arriba es un municipio y localidad española de la provincia de Salamanca, en la comunidad autónoma de Castilla y León. Se integra dentro de la comarca de la Tierra de Alba. Pertenece al partido judicial de Salamanca y a la Pantano de Sta. Teresa.
Su término municipal está formado por un solo núcleo de población, ocupa una superficie total de 8,78 km² y según los datos demográficos recogidos en el padrón municipal elaborado por el INE en el año 2017, cuenta con una población de 241 habitantes.

## Símbolos

### Escudo
El escudo heráldico que representa al municipio fue aprobado con el siguiente blasón:

«Escudo medio partido y cortado. Primero, de plata con tres encinas arrancadas de sinople, puestas dos y una. Segundo, de gules con un brazo cortado de plata, saliente del siniestro, que sostiene varias piedras de lo mismo. Tercero, jaquelado de ocho puntos de plata y siete de azur. Al timbre, la Corona Real Española»

### Bandera
El ayuntamiento no ha adoptado aún una bandera para el municipio.

## Historia
Su fundación se remonta a la repoblación efectuada por los reyes de León en la Edad Media, denominándose entonces Ezinas y quedando integrado en el cuarto de Allende el Río de la jurisdicción de Alba de Tormes, dentro del Reino de León. Con la creación de las actuales provincias en 1833, Encinas de Arriba quedó encuadrado en la provincia de Salamanca, dentro de la Región Leonesa, formando parte del partido judicial de Alba de Tormes hasta la desaparición de éste y su integración en el de Salamanca.

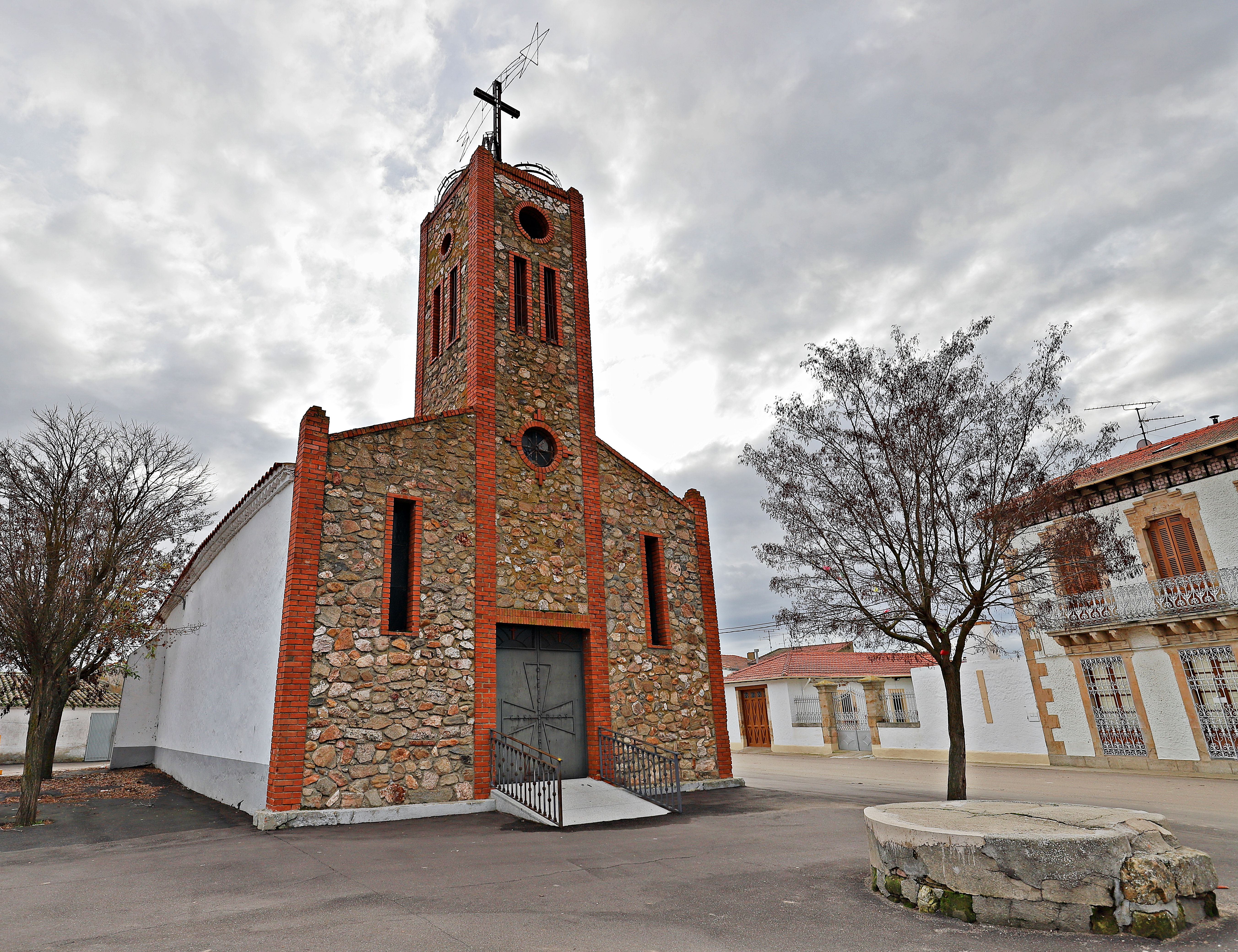
Vista frontal de la iglesia.

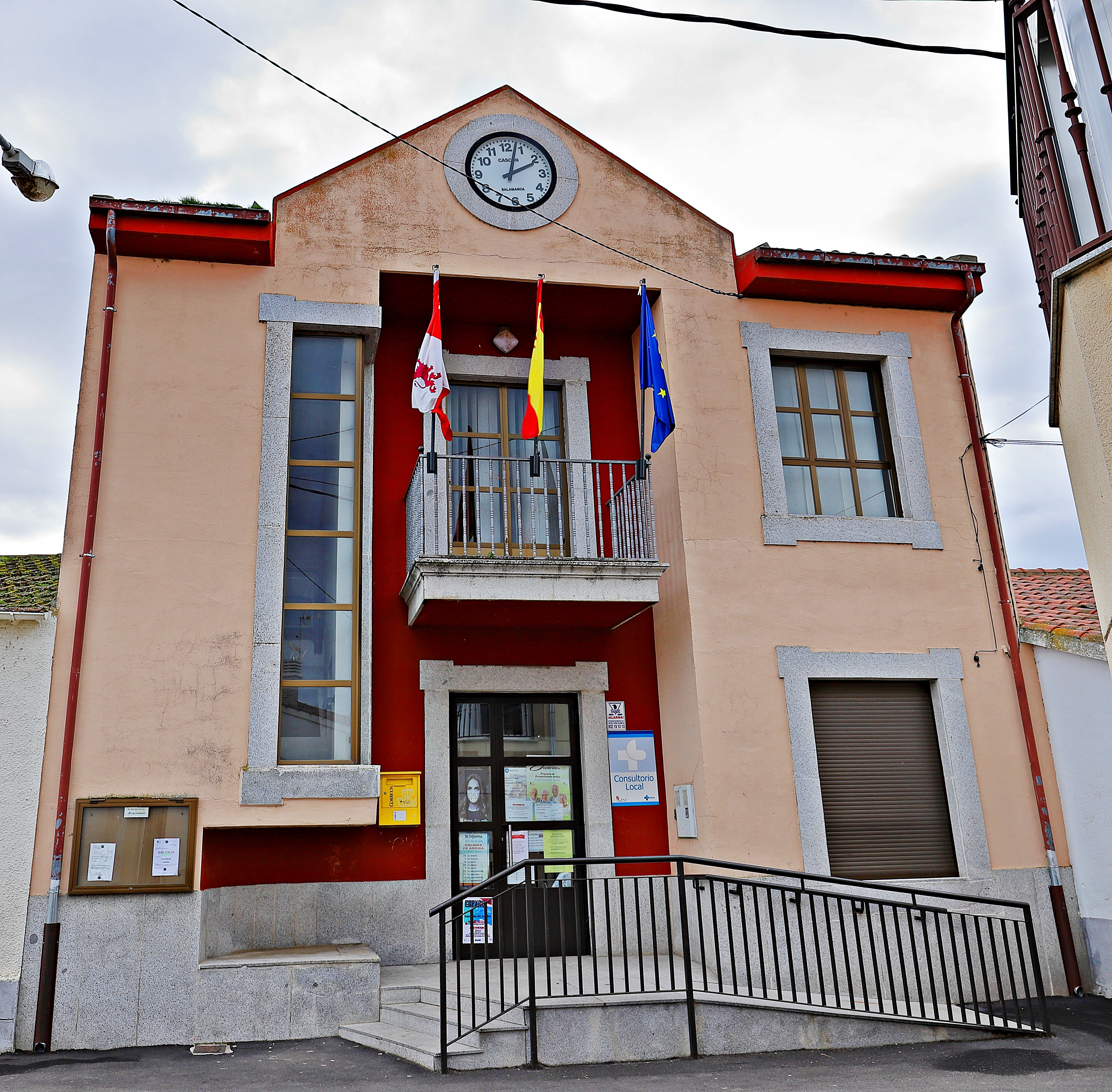
Casa consistorial.

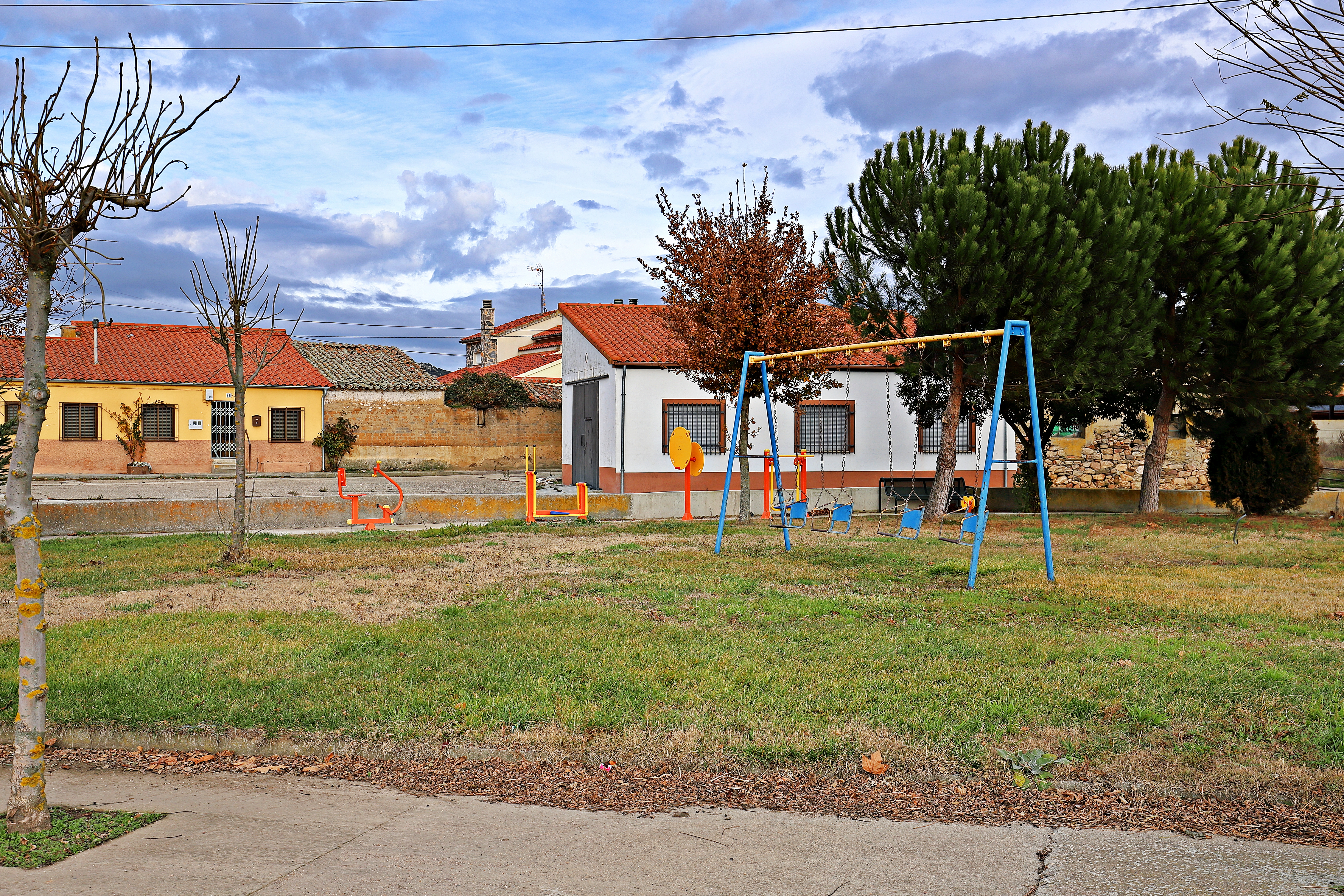
Área recreativa.

## Geografía humana

### Demografía
Cuenta con una población de 226 habitantes (INE 2024).
| Gráfica de evolución demográfica de Encinas de Arriba entre 1842 y 2021                                               |
| |
| Población de derecho según los censos de población del INE. Población de hecho según los censos de población del INE. |

### Transporte
El municipio está bien comunicado por carretera, siendo atravesado por la SA-114 que permite en dirección suroeste comunicar con Fresno Alhándiga y el acceso a la nacional N-630, que une Gijón con Sevilla y a la autovía Ruta de la Plata de idéntico recorrido y en dirección noreste comunica con Alba  de Tormes y Peñaranda de Bracamonte, dónde se encuentra el acceso a la N-501 y a la autovía de la Cultura que unen Salamanca con Ávila y Madrid. Destaca el hecho de que Éjeme, situado a menos de 2 km de distancia del núcleo histórico, pero en la otra orilla del río se encuentra a más de 15 km por carretera.
En cuanto al transporte público se refiere, tras el cierre de la ruta ferroviaria de la Vía de la Plata, que pasaba por el municipio de Alba de Tormes y contaba con estación en el mismo, no existen servicios de tren en el municipio ni en los vecinos, ni tampoco línea regular con servicio de autobús. Por otro lado el aeropuerto de Salamanca es el más cercano, estando a unos 23 km de distancia.

## Administración y política
| Partido político                         | 2019  | 2019  | 2019       | 2015  | 2015  | 2015       | 2011  | 2011  | 2011       | 2007  | 2007  | 2007       | 2003  | 2003  | 2003       |
| Partido político                         | %     | Votos | Concejales | %     | Votos | Concejales | %     | Votos | Concejales | %     | Votos | Concejales | %     | Votos | Concejales |
| Partido Popular (PP)                     | 67,44 | 116   | 4          | 66,09 | 115   | 5          | 55,85 | 105   | 4          | 36,27 | 70    | 2          | 40,10 | 83    | 3          |
| Partido Socialista Obrero Español (PSOE) | 24,42 | 42    | 1          | 33,33 | 58    | 2          | 41,49 | 78    | 3          | 62,18 | 120   | 5          | 58,94 | 122   | 4          |